# Jenna Dear
Jenna Dear, née le 29 mai 1996 à Hayes, est une footballeuse anglaise évoluant au poste de milieu de terrain à Sunderland.

## Biographie

### Carrière en club
Jenna Dear commence le football au Reading FC. À l'âge de 14 ans, elle rejoint Chelsea, où elle joue deux matchs de championnat. En mars 2015, elle est prêtée à Watford pour la première partie de saison. En janvier 2016, elle rejoint Everton puis Sheffield FC pour la saison 2017-2018. Elle y effectue une saison pleine avec quinze matchs et deux buts inscrits.
En 2018, elle quitte son pays natal et rejoint la Norvège, en signant au Vålerenga Fotball Damer. En septembre 2019, elle rejoint le FC Fleury 91, en France.

### Carrière internationale
Jenna Dear fait partie de la sélection anglaise U19, avec laquelle elle compte treize sélections pour deux buts. Elle joue ensuite deux matchs avec l'équipe U20. 
En août 2018, elle participe à un match avec les U23 contre les États-Unis.

## Palmarès
Chelsea
- FA WSL (1)
  - Championne en 2015
  - Vice-championne en 2014
- FA Women's Cup (1)
  - Vainqueur en 2014-2015

 Everton
- FA WSL 2 (1)
  - Championne en 2017

## Statistiques
| Saison                | Club                  | Championnat           | Championnat | Championnat | Coupe(s) nationale(s) | Coupe(s) nationale(s) | Total | Total |
| Saison                | Club                  | Division              | M.          | B.          | M.                    | B.                    | M.    | B.    |
| 2014                  | Chelsea               | FA WSL                |             |             | 2                     | 0                     | 2     | 0     |
| 2015                  | Chelsea               | FA WSL                |             |             | 1                     | 0                     | 1     | 0     |
| Sous-total            | Sous-total            | Sous-total            | 2           | 0           | 3                     | 0                     | 5     | 0     |
| 2015                  | Watford (en) (prêt)   | FA WSL 2              | 7           | 1           |                       |                       | 7     | 1     |
| Sous-total            | Sous-total            | Sous-total            | 7           | 1           |                       |                       | 7     | 1     |
| 2016                  | Everton               | FA WSL 2              |             |             | 1                     | 0                     | 1     | 0     |
| 2017                  | Everton               | FA WSL 2              |             |             |                       |                       | 0     | 0     |
| Sous-total            | Sous-total            | Sous-total            | 8           | 0           | 1                     | 0                     | 9     | 0     |
| 2017-2018             | Sheffield FC (en)     | FA WSL 2              | 15          | 2           | 2                     | 0                     | 17    | 2     |
| Sous-total            | Sous-total            | Sous-total            | 15          | 2           | 2                     | 0                     | 17    | 2     |
| 2018                  | Vålerenga             | Toppserien            | 4           | 0           |                       |                       | 4     | 0     |
| 2019                  | Vålerenga             | Toppserien            | 11          | 1           |                       |                       | 11    | 1     |
| Sous-total            | Sous-total            | Sous-total            | 15          | 1           |                       |                       | 15    | 1     |
| 2019-2020             | FC Fleury 91          | Division 1            | 13          | 0           | 0                     | 0                     | 13    | 0     |
| Sous-total            | Sous-total            | Sous-total            | 13          | 0           | 0                     | 0                     | 13    | 0     |
| Total sur la carrière | Total sur la carrière | Total sur la carrière | 60          | 4           | 6                     | 0                     | 66    | 4     |